# Nowa fala (album)
Nowa Fala – debiutancki album studyjny polskiego rapera Young Multiego, wydany 1 grudnia 2017 roku przez własną oficynę muzyka, dystrybuowany przez My Music.
Płyta zajęła 1 miejsce w miesięcznym zestawieniu OLIS na grudzień 2017 roku, z czasem album otrzymał też status platynowej płyty. 

## Lista utworów
1. Nowy Sezon
2. Skrrrt (gość. Beteo)
3. Diamenty (gość. Bedoes)
4. Plotki
5. Więcej
6. Nowa Fala
7. Pytasz Mnie (gość. Merghani)
8. Dron (gość. Nocny Sosa)
9. Beast Mode
10. Trap
11. Kim ty jesteś?
12. Pusta Szklanka (gość. Adaem)
13. Warszawa Nocą (gość. TXNSHI)
14. Czemu Nie Wierzyłeś
15. Plecak
16. Pogba
17. Lifestyle
18. Ona Dzwoni (gość. Merghani)
19. Hollywood (gość. Young Jacob, Raff J.R)
20. Nie wiem

## Certyfikaty i sprzedaż
| Kraj   | Certyfikat      | Sprzedaż | Data             |
| ------ | --------------- | -------- | ---------------- |
| Polska | platynowa płyta | 30 000+  | 12 czerwca 2019  |
| Polska | złota płyta     | 15 000+  | 31 stycznia 2018 |